# Эльад

Эльад (ивр. אלעד‎)— город в Израиле, находится в Центральном округе.
Расположен на расстоянии около 25 километров к востоку от Тель-Авива по 444 маршруту между Рош-ха-Аин и Шохам. Город был построен в незаселённом месте с «чистого листа». Население практически полностью состоит из ортодоксальной общины евреев.
Социально-экономический индекс 2 из 10.

## История
Эльад — одно из так называемых Звёздных поселений на границе с Иудеей и Самарией, принявшее первых жителей в 1998 году. В 2008 году был получен статус города.
В 2017 году Эльад получил дополнительную землю под застройку.
5 мая 2022 года на улице Эльада было совершено нападение террористом на группу людей. Трое убито, шестеро пострадали.

## Население
По данным Центрального статистического бюро Израиля, население на начало 2020 года составляло 48 763 человека.
Среднемесячная заработная плата сотрудника в течение 2019 года составила 6219 шекелей (в среднем по стране: 9745 шекелей).